# Jules Onana
Jules Denis Onana (Yaoundé, 12 de junho de 1964) é um ex-futebolista camaronês que atuava como zagueiro. 

## Carreira
Jogou a maior parte da carreira no Canon Yaoundé, uma das principais equipes do futebol camaronês, entre 1987 e 1994. Em seu país natal, defendeu ainda o Aigle Nkongsamba, antes de mudar-se para a França em 1996, para atuar no Blagnac (7 jogos e um gol marcado).
Passou ainda pelo futebol da Indonésia, jogando em 3 clubes do país asiático: Persma Manado, Pelita Solo e Pelita Jaya, onde parou de jogar em 2002. Depois da aposentadoria, passou a trabalhar como agente de jogadores.

## Seleção Camaronesa
Onana competiu na Copa do Mundo FIFA de 1990, sediada na Itália, na qual a seleção de seu país terminou na sétima colocação dentre os 24 participantes. Era considerado uma importante peça de reposição da equipe, que recebeu 16 cartões (14 amarelos e 2 vermelhos), sendo ele um dos que foram sancionados pela arbitragem na Copa, contra a Romênia, ainda na primeira fase.
Disputou ainda a Copa Africana de Nações em 1992, ficando em quarto lugar. Embora tivesse jogado as eliminatórias para a Copa de 1994, Onana foi preterido pelo técnico Henri Michel.
Seu irmão mais velho, Elie, participou da Copa de 1982.